# Nigramma includens
Nigramma includens är en fjärilsart som beskrevs av Walker 1865. Nigramma includens ingår i släktet Nigramma och familjen nattflyn. Inga underarter finns listade i Catalogue of Life.